# Sandhult
Sandhult is een plaats in de gemeente Borås in het landschap Västergötland en de provincie Västra Götalands län in Zweden. De plaats heeft 599 inwoners (2005) en een oppervlakte van 55 hectare.

## Geboren
- Carolina Klüft (1983), atlete (olympisch kampioene zevenkamp 2004)